# Afkastningsgrad
Afkastningsgraden (engelsk: return on assets; forkortelsen ROA anvendes også på dansk) er et regnskabsmæssigt  og finansielt nøgletal, som viser en virksomheds evne til at skabe overskud i forhold til, hvor mange penge der er bundet i forskellige aktiver. 
Afkastningsgrad = Resultat af primær drift / Gns. aktiver
Overskuddet beregnes dermed før renteudgifter. Det skyldes, at virksomhedens finansieringsstruktur ikke bør påvirke beregningen, der blot skal afspejle virksomhedens effektivitet.
Afkastningsgraden er et centralt nøgletal i regnskabsanalyse. Det er velegnet til at sammenligne meget forskellige virksomheder, idet det er uafhængigt af virksomhedernes mission, størrelse (omsætning) og som nævnt finansieringsstrukturen.